# Société régionale de transport de Kasserine
La Société régionale de transport de Kasserine (arabe : الشركة الجهوية للنقل بالقصرين) ou SRT Kasserine est une entreprise publique tunisienne dont l'activité est d'assurer une liaison par autobus entre les régions du gouvernorat de Kasserine et avec les autres gouvernorats du pays, par le biais de lignes quotidiennes régulières. 

## Historique
L'assemblée générale constitutive de la société date du 20 juin 1962 et son affiliation au régime social du 1er janvier 1963.
En 2013, les agents de la société font de nombreuses grèves, appuyées par les syndicats, pour protester contre leur situation professionnelle précaire et les pratiques illégales adoptées par l'ancien PDG de la société en difficulté. Pour résoudre le litige, le ministre du Transport, Abdelkrim Harouni, promet lors de sa visite d'accélérer le traitement des appels d'offres en suspens pour doter la société d'une nouvelle flotte, des promesses réduites à la nomination d'un nouveau PDG.